# Thumilan Selvakumaran

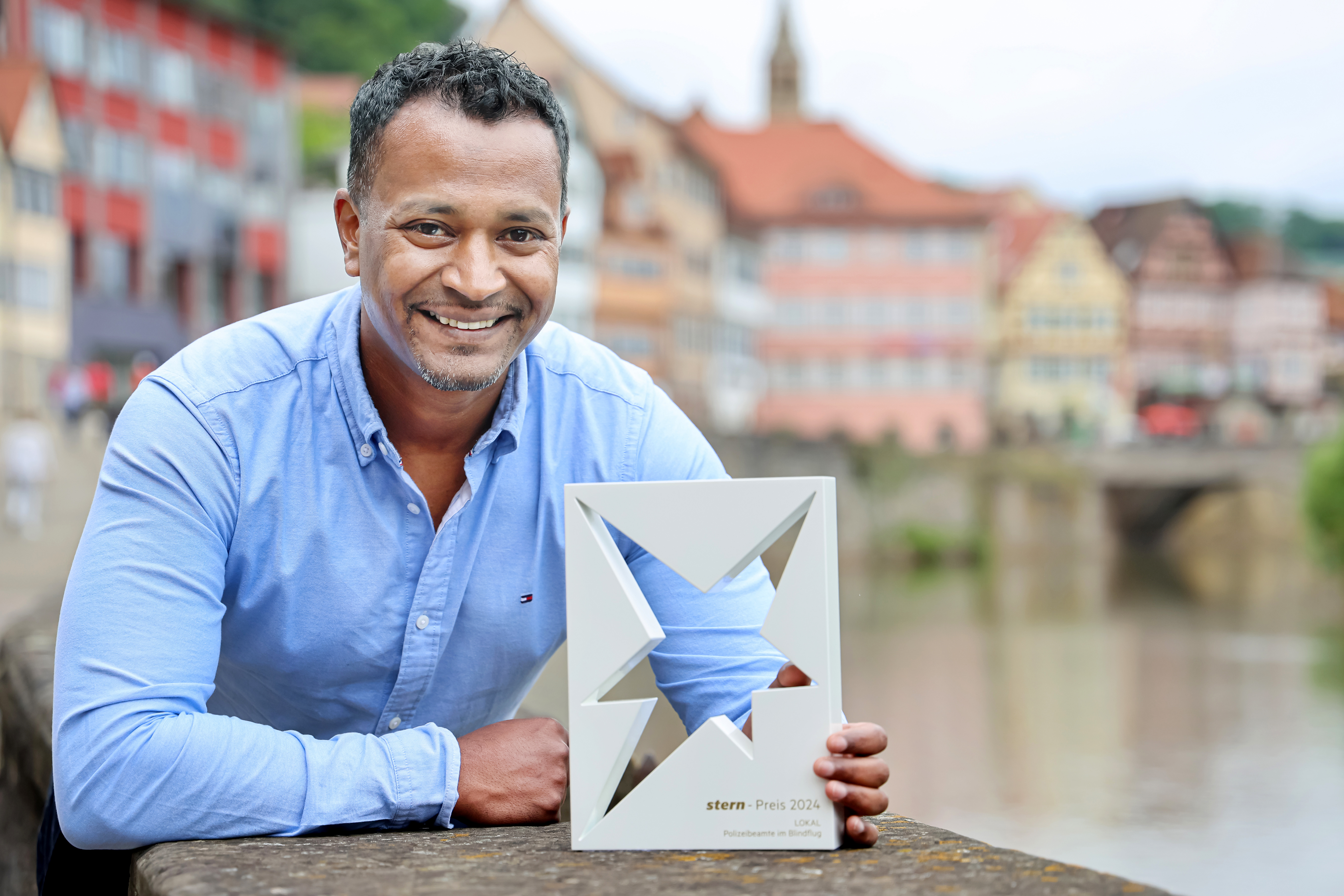
Thumilan Selvakumaran

Thumilan Selvakumaran (* 1982 in Point Pedro) ist ein deutscher Journalist und Fotograf.

## Leben
Aufgrund des bewaffneten Bürgerkrieges in Sri Lanka flüchtete sein Vater 1984 als politisch verfolgter Tamile ohne Familie nach Deutschland und landete schließlich in Schwäbisch Hall. 1986 wurde der Rest der Familie samt Selvakumaran nachgeholt. Nach dem Besuch des Erasmus-Widmann-Gymnasiums und Zivildienst bei der städtischen Kinder- und Jugendarbeit in Schwäbisch Hall, wurde Selvakumaran zunächst freier Journalist, volontierte ab 2004 und wurde 2006 Redakteur beim Haller Tagblatt. Dort arbeitete er zunächst vorwiegend als Fotograf, entwickelte sich dann stärker hin zur journalistischen Arbeit.

## Enthüllungen
Selvakumaran machte Widersprüche bei den Ermittlungen zum Nationalsozialistischen Untergrund (NSU) publik, insbesondere zum Polizistenmord vom 25. April 2007 in Heilbronn. Er recherchierte hierfür unter anderem in rechtsextremen Kreisen und traf sich mit Mitgliedern der einstigen European White Knights of the Ku-Klux-Klan. In diesem rassistischen Geheimbund waren auch mindestens zwei Polizisten aktiv, die Kollegen der in Heilbronn getöteten Beamtin Michèle Kiesewetter waren. 2015 sprach Selvakumaran als Sachverständiger vor dem ersten NSU-Untersuchungsausschuss in Baden-Württemberg, um seine Rechercheergebnisse zu teilen.
Seine Recherchen legen 2017 den umstrittenen Immobilien-Deal um das „Haus Sonnengarten“ in Schwäbisch Hall offen. Die Frau des damaligen Schwäbisch Haller Oberbürgermeisters Hermann-Josef Pelgrim bekam den Zuschlag der städtischen Tochtergesellschaft GWG.
2020 führten die Recherchen von Selvakumaran zu einem Strafbefehl gegen den damaligen Haller Oberbürgermeister Hermann-Josef Pelgrim wegen Untreue und Vorteilsannahme. Im September 2020 wurde das Verfahren gegen eine Geldauflage in Höhe von 15.000 € eingestellt.

## Auszeichnungen
Im Juni 2024 erhielt Thumilan Selvakumaran den bundesweit renommierten Stern-Preis (ehemals Henri-Nannen-Preis) in der Kategorie „Lokal“. Im Rahmen seiner mehrteiligen Berichterstattung für die Südwest Presse deckte er auf, dass die Polizei ein Tötungsdelikt in einem Serientäter-Komplex übersehen hatte. Ausgezeichnet wurde der Artikel Polizeibeamte im Blindflug.

## Veröffentlichungen
- Ende der Aufklärung:  die offene Wunde NSU. (mit Andreas Förster und Thomas Moser) Klöpfer & Meyer Verlag, Tübingen 2018, ISBN 978-3-86351-479-2
- Geheimsache NSU: Zehn Morde, von Aufklärung keine Spur. (unter anderem mit Andreas Förster, Hajo Funke, Rainer Nübel und Thomas Moser) Klöpfer & Meyer Verlag, Tübingen 2014, ISBN 978-3-86351-086-2